# Frank Zamboni
Frank Joseph Zamboni, Jr. (Eureka, 16 januari 1901 – Paramount, 27 juli 1988) was een Italiaans-Amerikaanse uitvinder die vooral bekend is geworden door het uitvinden van de moderne ijsdweilmachine. Zijn naam 'Zamboni' wordt al vaak als soortnaam gebruikt, maar om merkverwatering te voorkomen, is Frank J. Zamboni & Co opgericht waar hij ook de grondlegger van was.

## Levensloop
Zamboni werd geboren in Eureka, Utah, Verenigde Staten op 16 januari 1901 en was een zoon van Italiaanse immigranten. Zijn ouders kochten al snel na zijn geboorte een boerderij in Pocatello in de noordelijker gelegen staat Idaho waar Zamboni opgroeide. In 1920 verhuisden hij en zijn ouders opnieuw, nu naar het havengebied van de stad Los Angeles waar Zamboni's broer een autoreparatiebedrijf had. Nadat Frank op een vakschool had gezeten in Chicago, opende hij samen met zijn jongere broer Lawrence in 1922 een elektrowinkel in het huidige Paramount. In 1927 openden ze naast deze elektrowinkel ook nog een bedrijf voor de productie van ijsblokken, maar verkochten hun bedrijf alweer in 1939 door het opkomen van elektrische koelkasten. 
Samen met Lawrence en zijn neef opende Frank naast hun fabriek een ijsbaan met de naam Iceland Skating Ring. Een jaar later werd de ijsbaan, die plaats bood aan 800 mensen, overdekt. De grote oppervlakte ijs moest meerdere keren per dag klaargemaakt worden. Dit deed men door met een tractor het ijs weg te schrapen en dan met 3 tot 4 arbeiders het geschraapte ijs weg te vegen. Daarna werd de baan weer vlak gemaakt. Deze hele bezigheid duurde elke keer ongeveer anderhalf uur. 
Tussen 1947 en 1952 maakte Zamboni na vele tests een watertank op het onderstel van een Jeep en ontwikkelde dit tot een moderne met een chauffeur gestuurde ijsdweilmachine. De uitvinding werd en wordt nog steeds veel gebruikt en deze apparaten worden nog vaak algemeen een 'zamboni' genoemd.
Frank Zamboni overleed op 27 juli 1988 op een leeftijd van 87 jaar.